# Robot Stories
Robot Stories és una pel·lícula independent d’antologia de ciència-ficció comèdia dramàtica estatunidenca del 2003 escrita i dirigida per Greg Pak. La pel·lícula consta de quatre històries en què personatges humans lluiten per connectar-se en un món de nadons robot i treballadors d'oficina androides.

## Trama
La pel·lícula està dividida en quatre històries curtes: 

### My Robot Baby
Una jove Marcia s'amaga a l'armari per les baralles dels seus pares a cauda s’un error que ha comès. La Marcia es disculpa quan la seva mare la troba a l'armari; la seva mare li diu a la Marcia que no s'enamori mai, que no es casi ni tingui fills. Vint-i-cinc anys més tard, la Marcia està casada amb Ray i volen adoptar un nen. Després d'anar a una clínica d'adopció, sol·liciten un assaig d'adopció on cuiden un nadó robòtic abans que puguin adoptar un nen humà. La Marcia comença a lluitar quan està sola per tenir cura del nadó robot, ja que es posa nerviosa amb què fer quan el nadó plora. La Marcia porta el nadó robot al seu pare, un artesà, i mira si pot manipular l'electrònica del robot. Tanmateix, al pare de la Marcia li preocupa que els metges de la clínica d'adopció detectin l'alteració del robot. No obstant això, la Marcia insisteix en reprogramar el nadó i deixa el nadó al seu pare mentre la Marcia va a treballar. Quan la Marcia torna a casa amb el nadó robot ara automatitzat, intenta parlar amb el nadó. Tanmateix, el nadó robot es torna boig i ataca la Marcia. La Marcia troba el nadó robot a l'armari, després recorda el seu jo jove amagat a l'armari mentre la seva pròpia mare estava enfadada. Aleshores, la Marcia plora i és capaç d'abraçar el seu nadó robot, tancant el seu passat.

### The Robot Fixer
Bernice és testimoni del greu accident del seu fill, Wilson, que el va deixar en coma. Molesta, es dirigeix a l'apartament de Wilson i neteja el lloc amb la seva filla, Grace. La Bernice troba l'antiga col·lecció de robots de joguina de Wilson i intenta trobar les peces que falten a través de vendes de segona mà i botigues d'aficionats. Al llarg de la recerca, la Bernice recorda flashbacks del poc que realment sap de Wilson, ja que el jove Wilson jugava amb les seves joguines robot i no escoltava les trucades de la Bernice. Quan la Bernice s'assabenta que Wilson morirà inevitablement, la Bernice s'esforça per trobar l'últim robot, concretament, una ala que falta de l'única "nena" robot de la col·lecció del seu fill. (En un flashback, la Bernice recorda haver aspirat sense cura l'ala que ara faltava). Troba la botiga completa de robots femenins en una botiga d'aficionats local, només per descobrir que no està a la venda, ja que és molt rara. En un acte de desesperació, roba l'ala, l'enganxa a la joguina de Wilson i fa veure que la vol volar per l'aire, potser com una manera d'acceptar que el seu fill ara ja ha marxat de veritat i s'està dirigint cap al cel. Per disculpar-se pel robatori, envia totes les joguines de Wilson a la botiga/col·leccionista, però manté l'àngel com un robot femení com una manera de mantenir-se connectada amb el seu fill, tot i que ara finalment accepta la seva mort.

### Machine Love
Un androide d'oficina, Archie, arriba a un lloc de treball per fer feina a l'ordinador. Quan intenta conèixer gent al lloc de treball de l'oficina, és rebutjat i apartat perquè és un robot. En Bob, el tècnic encarregat d'Archie, s'oblida d'apagar Archie una nit, deixant-lo vagar pel complex d'oficines buit després d'acabar la seva feina. Troba una altra androide d'oficina a l'altra banda del carrer i la mira tota la nit. Això es converteix en un esdeveniment recurrent per a Archie, ja que en Bob s'oblida d'apagar Archie. Quan arriba el matí, els treballadors estan enfadats perquè Archie no està fent la seva feina perquè té poca energia. Aleshores, Bob es veu obligat a apagar l'Archie, però Archie li fa senyals que vol trobar-se amb l'altre androide d'oficina de l'altra banda del carrer. Quan els dos robots es troben, parlen entre ells i interactuen de manera sexual.

### Clay
En John, un vell escultor, li diuen que només li queda un any de vida. Els metges li han recomanat fusionar la seva consciència en el món digital perquè pugui viure per sempre. Se'n va a casa i parla de la seva esperança de vida a la seva dona (que ha mort en el passat i ara és un holograma virtual). L'endemà, el fill de John li demana que fusioni la seva consciència per tal que John l'ajudi, però John es nega perquè vol seguir utilitzant els seus sentits físics per fer escultures. En John visita la seva dona a l'espai virtual per preguntar-li on és, a la qual cosa respon a múltiples ubicacions. En John, incapaç d'acceptar la vida després de la mort a través de la realitat virtual, mor.

## Repartiment
- Tamlyn Tomita com a Marcia
  - Gina Quintos com a jove Marcia
- James Saito com a Ray/Groper
- Wai Ching Ho com a Bernice
- Greg Pak com a Archie
- Julienne Hanzelka Kim com a Lydia
- Sab Shimono com a John
- Eisa Davis com a Helen
- Ron Domingo com a Tommy
- Cindy Cheung com a Grace
- Louis Ozawa Changchien com a Wilson
- Angel Desai com Amanda
- Bill Coelius com a Bob
- Vin Knight com Doug
- Karen Tsen Lee com Mrs. Ito
- Glenn Kubota com Mr. Ito
- John Cariani com venedor

## Producció
La fotografia principal va començar el 10 de setembre de 2001, un dia abans dels atemptats de l'11 de setembre.

## Temes

### Autenticitat com a ideologia
Tots els personatges de Robot Stories tenen desenvolupaments ideològics, que accepten d'alguna manera. A Robot Baby, Marsha es perdona a si mateixa del passat acceptant el nadó robot com un nen del que pot tenir cura. La seva revelació que s'està convertint en allò que temia del seu passat va ser el clímax del seu canvi, la qual cosa la va portar a descobrir la seva veritable identitat. A The Robot Fixer, Bernice assenyala com mai va tenir una connexió forta amb el seu fill a causa de les seves ideologies contrastades. La va portar a redescobrir qui és realment el seu fill i a acostar la relació a mesura que el seu fill s'acosta a la mort. Machine Love proporciona a Archie una manera de connectar-se amb els altres quan els altres no es connecten amb ell a causa de la seva "carrera" com a robot. En trobar un altre robot treballant en una corporació diferent, Archie finalment podria comunicar-se sense rebuig. Clay permet a John decidir el sentit de la vida en un món on la consciència es pot emmagatzemar permanentment. Com a escultor, John és incapaç de fer front al fet que la vida sense un cos físic no era una vida autèntica, ja que les emocions de la seva dona s'han tornat artificials per a ell, mentre que les activitats físiques ja no poden ser un repte. Per tant, descobreix que amb la consciència eterna no val la pena viure.

## Recepció
La pel·lícula va rebre crítiques molt positives i té una puntuació de "fresca certificada" del 72% a Rotten Tomatoes, basada en 43 ressenyes amb una valoració mitjana de 6,6 sobre 10, el consens és que "Tot i que les seves 4 històries varien en qualitat, Robot Stories encara val la pena mirar-los per als fans de Twilight Zone"".
Wesley Morris de The Boston Globe ia la seva ressenya va dir "A Robot Stories, la tecnologia no ha colonitzat la vida humana, està trobant maneres de viure (i estimar) millor".
El San Francisco Chronicle en la seva brillant ressenya de la pel·lícula va dir que "Aquesta és una pel·lícula de ciència-ficció, però com totes les pel·lícules excel·lents del gènere, el focus mai s'allunya del cor humà."
La revisió de TV Guide li va atorgar 3 1/2 de 4 estrelles i va escriure que la pel·lícula tracta "aparentment sobre formes de vida artificials, cadascuna d'aquestes quatre històries breus i elaborades per experts ofereix una perspectiva commovedora sobre què significa ser humà."
La ressenya de Robot Stories a The Christian Science Monitor deia que es tractava de "Quatre històries amb autòmats com a personatges importants... L'última és la més commovedora, però totes estan fetes amb habilitat."
Robot Stories va rebre molts elogis tant per la direcció de la pel·lícula com pel talent del mateix director Greg Pak. La revista Variety va dir: "Greg Pak entén bé la forma breu, evitant, afortunadament, els girs flagrants d'O'Henry mentre realitza inversió clara de les expectatives de gènere configurades per experts" i Elvis Mitchell sw The New York Times va escriure sobre la direcció de Pak a la seva crítica dient que "L'aspecte més sorprenent de Robot Stories no és la barreja. que el director va construir a partir de peces de recanvi deixades a la vora, sinó l'evolució dramàtica del seu creador; és un talent amb futur."

## Premis
- Buenos Aires Rojo Sangre (2004) premi al millor director i al millor guió.[8]